# Marthe Weijers
Marthe Weijers (Nijmegen, 2 januari 1989) is een Nederlands danseres en choreografe in de hiphop. Weijers werd meerdere malen landskampioen en in 2010 wereldkampioen. Tevens geeft ze workshops en masterclasses in verschillende landen en is ze haar eigen dansschool in Nederland begonnen.

## Carrière

### Opleidingen
Weijers volgde de havo aan Notre Dame des Anges te Ubbergen, waar zij in 2004 haar diploma haalde. In 2007 begon ze aan de Academie voor Lichamelijke Opvoeding op de HAN in Nijmegen. Gedurende haar opleiding was Weijers al internationaal actief in de danssport. In 2011 studeerde ze af aan de HAN. Daaropvolgend begon Weijers ook nog aan de Utrechtse Dansacademie; in 2012 completeerde ze deze opleiding.

### Nationaal succes
Weijers werd voor het eerst landskampioen van Nederland op het NK Hiphop 2009. In 2011 won Weijers deze landstitel opnieuw. In datzelfde jaar werd Weijers ook nog kampioen op de Dutch Open Hiphop. Ze won in de divisie van volwassen hiphopdanseressen. Het jaar daarna, in 2012, won ze de Dutch Open Hiphop opnieuw.

### Internationaal succes
In 2009 maakte Weijers haar internationale debuut op het EK Streetdance in Koper (Slovenië), waar ze een 42e plaats verwierf in de divisie van de volwassen solohiphopdanseressen. Daaropvolgend, in 2010, was Weijers te zien op het EK Hiphop in Amsterdam, waar ze de 7e plaats won (in dezelfde categorie als bij het laatstgenoemde EK). Het hoogtepunt voor Weijers vond datzelfde jaar plaats toen ze wereldkampioen werd; ze won de IDO World Cup 2010 in de divisie van de volwassen solohiphopdanseressen. De wedstrijd om deze wereldbeker vond dat jaar plaats in Cervia (Italië). In 2011 won Weijers de 5e plaats in de divisie van de solobattles voor volwassen hiphopdansers en hiphopdanseressen op de IDO wereldkampioenschappen voor hiphop, electric boogie en breakdance. Ook behaalde ze in 2011 de 18e plaats op het WK Hiphop in Graz (Oostenrijk).

### Eigen dansschool
In 2009 richtte Weijers haar eigen dansschool op genaamd MovingMatters. De dansschool heeft meerdere locaties in Nijmegen. Naar eigen zeggen werkt Weijers liever als danslerares dan als topdanseres. In het bijzonder spreekt het lesgeven aan jeugdigen haar aan.

## Trivia
- Marthe Weijers is te zien in de videoclip van het lied Let's Go van Sidney Samson ft. Lady Bee en Bizzey uit 2009.
- In 2010 was Weijers jurylid van het Go4Dance Contest: een danscompetitie georganiseerd door de gemeente Nijmegen. Een van de prijzen van deze talentenjacht was het volgen van een masterclass van Weijers.[9][10]
- In 2011 verscheen Weijers in de korte dansfilm Evolutie van Soorten; deze film werd opgenomen voor het internationale festival Cinedans.